# Iłża
Pour les articles homonymes, voir Iłża (homonymie).
Iłża (prononcé /ˈiu̯ʐa/) est une ville dans la gmina d'Iłża de la powiat de Radom dans la voïvodie de Mazovie, dans le centre de la Pologne.
Elle est le siège administratif (chef-lieu) de la gmina appelée gmina d'Iłża.
La ville est située à environ 30 kilomètres au sud de Radom (siège de la powiat) et 132 kilomètres au sud de Varsovie (capitale de la Pologne).
Sa population s'élevait à 4 832 habitants en 2018.

## Histoire
Etabli comme village, Iłża obtient le statut de ville en 1239.
De 1975 à 1998, la ville d'Iłża faisait partie administrativement de la voïvodie de Radom. Depuis 1998, elle est dans la voïvodie de Mazovie.